# Jhansi
Pronunciação
Jhansi (pronúnciaⓘ) é uma cidade histórica no estado indiano de Utar Pradexe. Encontra-se na região de Bundelkhand, nas margens do rio Pahuj, no extremo sul de Utar Pradexe. Jhansi é a sede administrativa do Distrito de Jhansi e da Divisão de Jhansi. Também chamado de Gateway to Bundelkhand, Jhansi está situado entre os rios Pahuj e Betwa a uma altitude média de 285 metros (935 pés). São cerca de 415 quilômetros (258 mi) de Nova Deli e 99 quilômetros (62 mi) ao sul de Gwalior.
A cidade murada original cresceu em torno de seu forte de pedra que coroa uma rocha vizinha. O antigo nome da cidade era Balwantnagar. [carece de fontes?] De 1817 a 1854, Jhansi era a capital do estado principesco de Jhansi, que era governado por Gurjar rajas. O estado foi anexado pelo governador geral britânico em 1854; A reivindicação de Damodar Rao ao trono foi rejeitada, mas Rani Lakshmibai decidiu de junho de 1857 a junho de 1858.
Jhansi está bem conectada a todas as outras grandes cidades em Utar Pradexe por redes rodoviárias e ferroviárias. O National Highways Development Project apoiou o desenvolvimento de Jhansi. Jhansi também está sendo desenvolvido como o corredor de defesa pelo governo da NDA, que impulsionará a economia da cidade e da região ao mesmo tempo. Srinagar para Kanyakumari corredor norte-sul passa por Jhansi como o corredor leste-oeste; Consequentemente, houve uma corrida repentina de infra-estrutura e desenvolvimento imobiliário na cidade. Jhansi foi considerado a terceira cidade mais limpa de Utar Pradexe e a cidade que mais se movimentou na zona norte em Swachh Survekshan em 2018. Um desenvolvimento de aeroporto greenfield foi planejado. Em 28 de agosto de 2015, Jhansi foi selecionado entre 98 cidades por iniciativa de cidade inteligente pelo governo da Índia.

## História

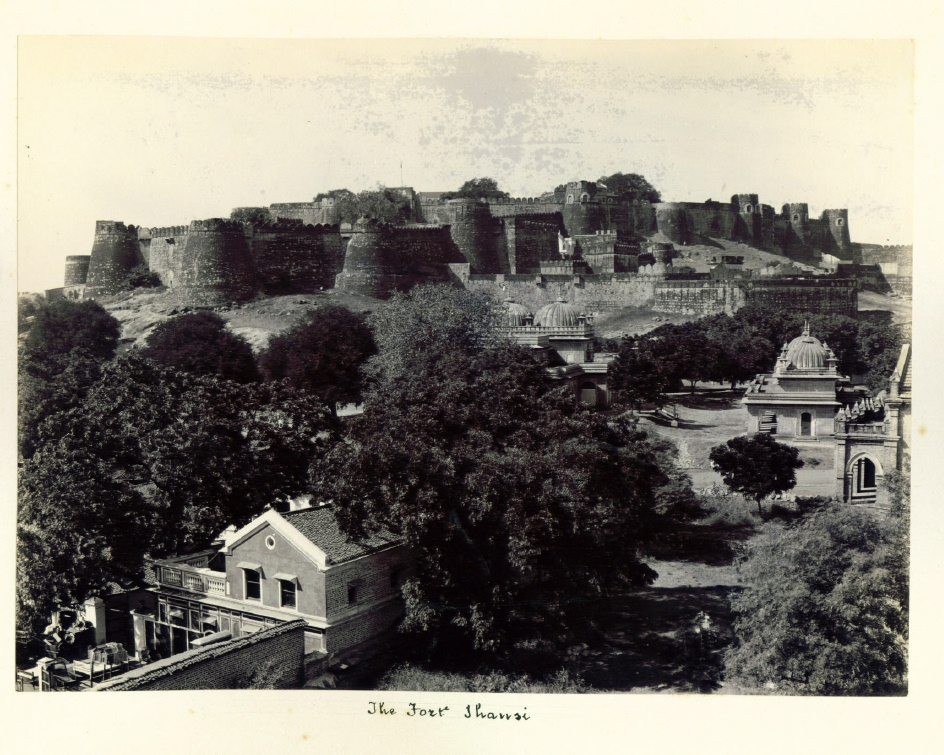
Jhansi Fort, 1900

No século XVIII, a cidade de Jhansi serviu como capital de uma província de Marata e mais tarde do Estado principesco de Jhansi de 1804 a 1853, quando o território se tornou parte da índia britânica.

## Geografia e clima
Jhansi está localizado em 25.4333 N 78.5833 L. Tem uma altitude média de 284 metros (935 pés). Jhansi fica no planalto da Índia central, uma área dominada por relevo rochoso e minerais sob o solo. A cidade tem um declive natural no norte, como é na fronteira sudoeste das vastas planícies Tarai de Utar Pradexe e a elevação se eleva no sul. A terra é adequada para espécies de citrinos e culturas incluem trigo, leguminosas, ervilhas e oleaginosas. A região depende muito das chuvas da Monsoon para fins de irrigação. Sob um ambicioso projeto de canal (o canal Rajghat), o governo está construindo uma rede de canais para irrigação em Jhansi e Lalitpur e parte de Madhya Pradesh. O comércio de produtos agrícolas (incluindo grãos e oleaginosas) é de grande importância econômica. A cidade também é um centro de fabricação de latão.

### Clima
Estando em um planalto rochoso, Jhansi experimenta temperaturas extremas. O inverno começa em outubro com o retiro da Monção do Sudoeste (Jhansi não experimenta nenhuma chuva da Monção do Nordeste) e chega ao auge em meados de dezembro. O mercúrio geralmente lê cerca de 4 graus no mínimo e 21 graus no máximo. A primavera chega no final de fevereiro e é uma fase de transição de curta duração. O verão começa em abril e as temperaturas no verão podem atingir 47 graus em maio. A estação chuvosa começa na terceira semana de junho (embora isso seja variável ano a ano). As chuvas das monções gradualmente enfraquecem em setembro e a estação termina na última semana de setembro. Na estação chuvosa, a temperatura média diária alta gira em torno de 36 graus Celsius com alta umidade. A precipitação média para a cidade é de cerca de 900 mm por ano, ocorrendo quase inteiramente nos três meses e meio da Monção Sudoeste. No verão Jhansi experimenta temperaturas de até 45-47 graus e no inverno as temperaturas caem de 0-1 graus (registrada no inverno de 2011).

## Demografia
| Religiões na cidade de Jhansi, dados do censo 2011                    | Religiões na cidade de Jhansi, dados do censo 2011 | Religiões na cidade de Jhansi, dados do censo 2011 | Religiões na cidade de Jhansi, dados do censo 2011 | Religiões na cidade de Jhansi, dados do censo 2011 |
| --------------------------------------------------------------------- | -------------------------------------------------- | -------------------------------------------------- | -------------------------------------------------- | -------------------------------------------------- |
|                                                                       |                                                    |                                                    |                                                    |                                                    |
| Hindus                                                                | Hindus                                             |                                                    | 86,99%                                             | 86,99%                                             |
| Muçulmanos                                                            | Muçulmanos                                         |                                                    | 10,79%                                             | 10,79%                                             |
| Outros†                                                               | Outros†                                            |                                                    | 2,39%                                              | 2,39%                                              |
| Distribuição das religiões † Christians, Sikhs, Buddhists, and Jains. |                                                    |                                                    |                                                    |                                                    |

 De acordo com o censo de 2011, Jhansi tem uma população de 1.998.603 habitantes, com uma aglomeração urbana de 547.638 habitantes. A taxa de alfabetização de Jhansi é de 83,02%, superior à média do estado de 67,68%. A razão sexual é de 890 fêmeas para cada 1000 homens. A cidade de Jhansi tem 231º lugar entre as cidades mais populosas da Índia, de acordo com o censo de 2011. 

### Jhansi Cantonment
Segundo o Censo Indiano de 2001 havia 21.917 pessoas no acantonamento de Jhansi, das quais 56% eram do sexo masculino e 44% do sexo feminino (homens 12.264; mulheres 9.653; crianças 2.612). A taxa de alfabetização foi de 80%.

## Educação

### Ensino superior
- Universidade Agrícola Central Rani Lakshmi Bai
- Universidade Bundelkhand

#### Faculdades médicas e técnicas

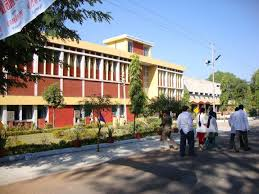
Faculdade Médica MLB

Em outubro de 2009, o Ministério da Saúde da União deu aprovações para a criação de um instituto equivalente ao AIIMS, o primeiro na região de Bundelkhand e o desenvolvimento da universidade de agricultura central.
- Maharani Laxmi Bai Medical College, fundada em 1968[14]
- Instituto Bundelkhand de Engenharia e Tecnologia
- Faculdade de Ciências e Engenharia, Jhansi

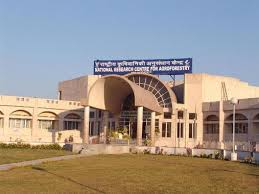
Pastagem Jhansi

- Governo Politécnico Jhansi[15]

### Escolas
- Christ the King College
- Escola pública de Delhi, Jhansi (DPS Jhansi) - CBSE[16]
- Escola pública Rani Lakshmibai, Jhansi Cantt
- Escola pública do exército, Jhansi
- Faculdade de Bhani Devi Goyal Saraswati Vidhya Mandir Inter

## Transporte
A cidade está bem conectada a outras partes da Índia por ferrovias e grandes rodovias.

### Ferrovias
Jhansi Junction tem sua própria divisão da Indian North Central Railways. Está bem conectada por serviços de trem para todas as partes do país, incluindo quatro cidades metropolitanas. Há trens diretos para Mumbai, Delhi, Hyderabad, Kolkata, Chennai, Bangalore, Guwahati, Visakhapatnam, Nagpur, Agra, Gwalior, Trivandrum, Indore, Ahmedabad, Udaipur, Pune, Jammu e Caxemira, Jaipur, Lucknow, Bhopal, Mahoba, Khajuraho, Gaya, Jalgaon, Bhusaval, Jabalpur, Kanpur, Allahabad, Gorakhpur, Bandra e outras grandes cidades. Uma lista de todos os serviços de trem passando por Jhansi Junction pode ser encontrada aqui.

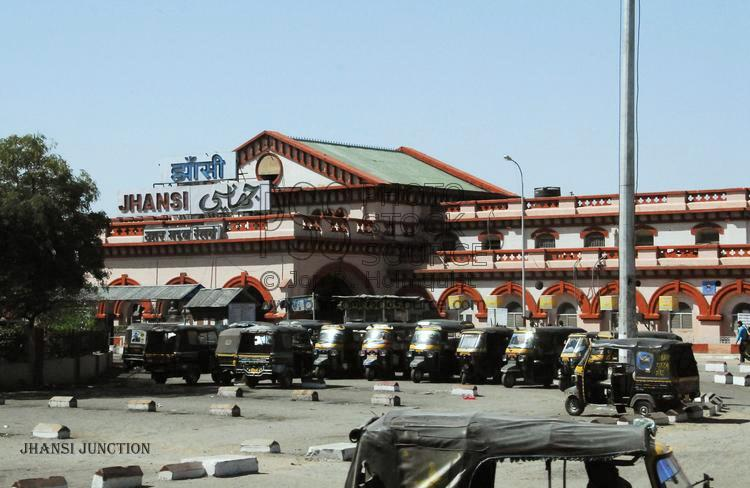
Jhansi Junction

Jhansi Junction é um importante entroncamento ferroviário da Indian Railways: um importante centro intermunicipal e uma parada técnica para muitos trens super rápidos na Índia. Jhansi tem sua própria divisão na zona ferroviária central norte da Indian Railways. Encontra-se nas principais linhas de Delhi-Chennai e Delhi-Mumbai. O código da estação é JHS.

#### História
A estação ferroviária foi construída pelos britânicos no final da década de 1880. Após uma longa pesquisa em três locais, o site atual foi selecionado para a estação. A estação tem um enorme edifício parecido com uma fortaleza pintado em marrom e branco.
A estação tinha três plataformas no começo. A plataforma um é 2 525 pés (770 m)   muito tempo fazendo o sétimo o mais longo no mundo assim poderia facilmente controlar dois trens de cada vez. Plataformas dois e três também são longas para fazer isso. O primeiro Shatabdi Express da Índia começou entre Nova Delhi e Jhansi. Mais cedo, Jhansi costumava fazer parte da zona central de ferrovias com sede em Mumbai, mas agora está sob a NCR, sediada em Allahabad.

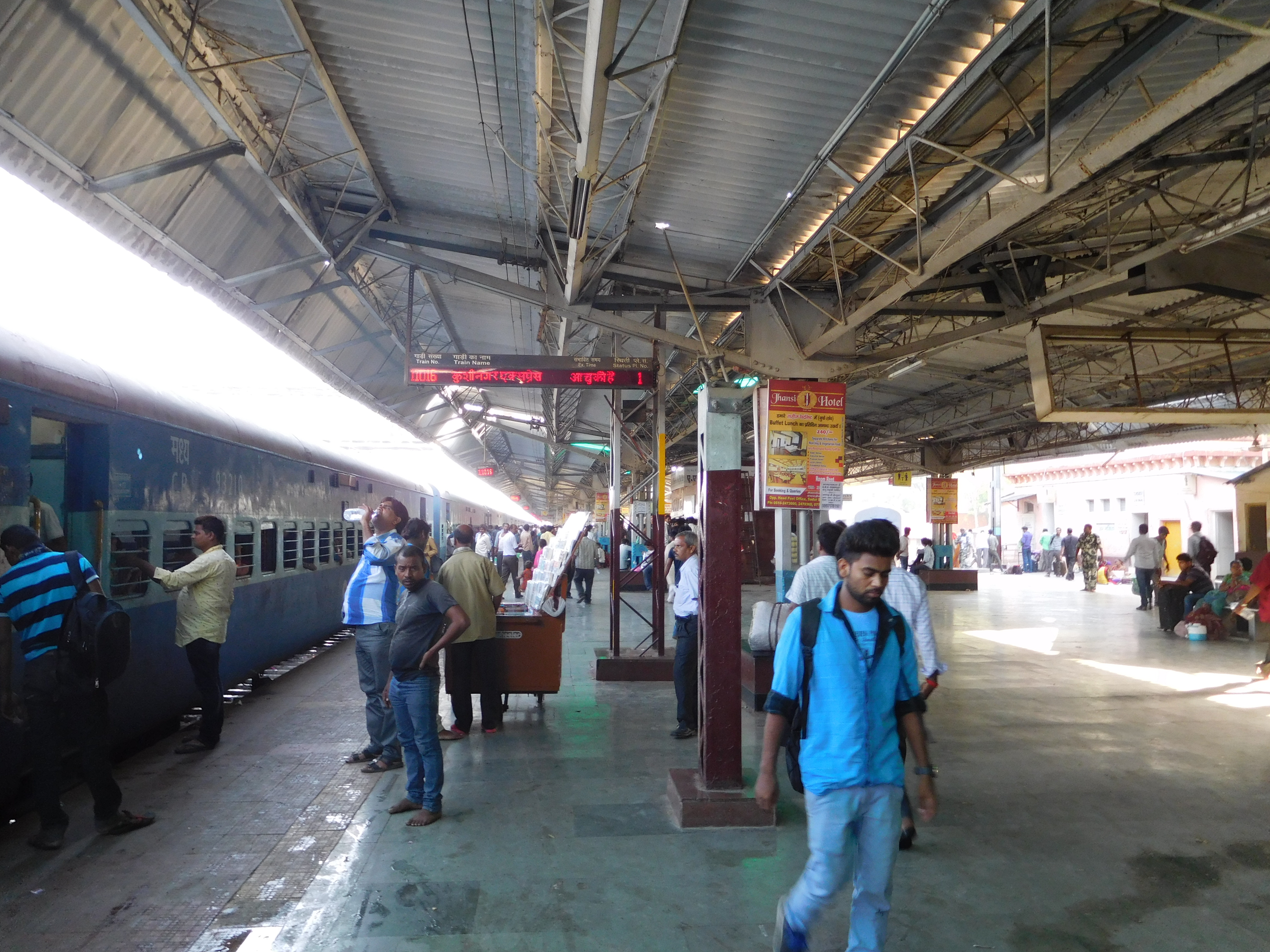
Plataforma - Estação Ferroviária Jhansi

#### Conectividade
Jhansi Junction está ligada a muitas cidades industriais e importantes da Índia por trens diretos como Gwalior, Nova Deli, Guwahati, Kanpur, Lucknow, Bhopal, Chennai, Hyderabad, Mumbai, Bangalore, Calcutá, Jammu e Caxemira, Agra, Bhubaneshwar e Ahmedabad.
Jhansi Junction é servido por quatro rotas de bitola larga:
- Jhansi - Agra - Nova Deli
- Jhansi - Central de Kanpur - Lucknow
- Jhansi - Bhopal - Mumbai
- Jhansi - Manikpur - Allahabad
- Jhansi - Shivpuri - Sawai Madhopur (proposta)

Jhansi é um destino importante para os turistas que pretendem ir para Khajuraho (Património Mundial da UNESCO) e para Orchha.

#### Trens provenientes de Jhansi
- 12049/12050 Jhansi Hazrat Nizamuddin (Deli) Gatimaan Express
- 12279/12280 Jhansi Hazrat Nizamuddin (Delhi) Taj Express
- 11109/11110 Jhansi Lucknow Junção Intercity Express
- 11103/11104 Jhansi Bandra Terminus ( Mumbai ) expresso (via Gwalior, Ujjain, Ratlam, Surat )
- 11105/11106 Jhansi Calcutá Pratham Swatrantata Sangram Express (via Kanpur, Patna )
- 11801/11802 Jhansi Etawah Express
- 21125/21126 Jhansi Gwalior Indore Express
- 51815/51816 Jhansi Agra Fort Passenger
- 51831/51832 Jhansi Agra Cantt Passenger
- 51803/51804 Jhansi Kanpur Passenger Central
- 54157/54158 Jhansi Kanpur PassengerCentral
- 51813/51814 Jhansi Lucknow Charbagh Passenger
- 51807/51808 Jhansi Banda Passenger
- 54159/54160 Jhansi Banda Passenger
- 51805/51806 Jhansi Manikpur Passenger
- 51819/51820 Jhansi Allahabad Jn Passenger
- 51817/51818 Jhansi Tikamgarh Passenger
- 51821/51822 Jhansi Khajuraho Passenger
- 51811/51812 Jhansi Bina Passenger
- 51827/51828 Jhansi Itarsi Nagpur Passenger
- vários outros passageiros e traslados ligando Lucknow, Kanpur, Agra Cantt, Allahabad, Manikpur, Banda Jn, Khajuraho, Chhatarpur, Bhopal, Bina e Itarsi

### Instalações
Jhansi Junction tem sete plataformas e quatro amplas pontes sobrepostas. Devido ao uso pesado, duas novas plataformas estão planejadas, aumentando o total para 11. Seis pares do Rajdhani Express, assim como o Bhopal   - New Delhi Shatabdi Express passa por Jhansi. Três pares de Duronto Express também têm suas paradas técnicas em Jhansi. Todo o estado Sampark Krantis passando por Jhansi tem paradas oficiais em Jhansi. Em todos os mais de 150 trens param em Jhansi Junction todos os dias. [carece de fontes?]
Há escritórios de informações turísticas dos governos de Madhya Pradesh e Utar Pradexe.

### Transporte rodoviário
Jhansi está localizado na junção dessas rodovias nacionais : a rodovia nacional 27 (Índia) de Gujarat a Assam ; Rodovia Nacional 75 (Índia) de Gwalior para Rewa via Chhatarpur; Estrada Nacional 44 (Índia) de Jammu para Kanyakumari ; e a rodovia nacional 39 (Índia). Assim, Jhansi comanda uma posição estratégica na rede de rodovias, já que rodovias em cinco direções diferentes divergem dela.
As cidades e principais cidades ligadas a ela são Datia, Gwalior, Lalitpur, Agra, Nova Délhi, Bhopal, Allahabad, Kanpur, Orchha, Shivpuri, Chhatarpur, Unnao Balaji e Sagar.
Os corredores norte-sul e leste-oeste passam e se cruzam apenas em Jhansi e a cidade também é bem conectada a Kanpur, Lucknow e Madhya Pradesh por estrada. A rodovia nacional de quatro pistas está no último estágio de sua conclusão, dando um boom na infraestrutura e outros setores em Jhansi e áreas próximas; 

### Transporte aéreo

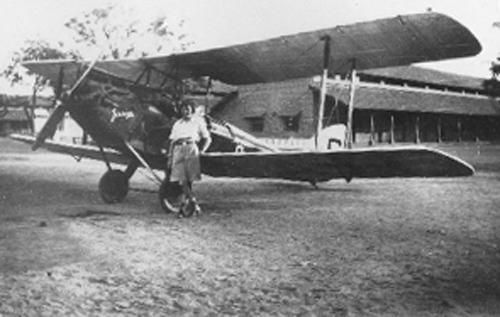
Amy Johnson na Jhansi em 1932

O Aeroporto de Jhansi é uma base de aviação militar construída na era britânica usada pelo exército indiano e por visitantes políticos. Embora existam provisões para que aeronaves particulares aterrem, não há operações de aviação civil. Houve uma demanda para torná-lo operacional para fins comerciais nos anos 90 e novamente nos anos 2000. O governo de Utar Pradexe anunciou a construção de uma nova base de aviação civil para apoiar o turismo em Bundelkhand em abril de 2011. O exército indiano mantém uma objeção à extensão da aviação militar. Assim, o governo examinou três locais diferentes da base da aviação do exército para o aeroporto de Jhansi. Gwalior Airport é o aeroporto mais próximo de Jhansi, mas tem número limitado de vôos e instalações. O Aeroporto de Kanpur fica a 4 horas de carro de Jhansi e está bem conectado com outras cidades metropolitanas da Índia. Existem planos para desenvolver o aeroporto de Jhansi sob o esquema UDAN de conectividade regional do governo central. A rota Jhansi-Lucknow-Jhansi foi selecionada na UDAN 2, mas a companhia aérea ainda não foi selecionada. As rotas de Jhansi-Agra e Jhansi-Khajuraho foram sugeridas pelo governo para a UDAN 3. Ainda não há planos para conectar Jhansi com Delhi, a capital nacional e outras cidades como Mumbai, no sul.

## Principais mercados
- Manik Chowk [Cidade Velha] - o maior e mais importante mercado de Jhansi. Combinação de três grandes mercados, o bazar de Sarafa, Bada Bazaar e Purani Najhai. Edifícios antigos de diferentes estilos de arquitetura (como Chandeli, British, Maratha, Mughal e Rajputi) podem ser vistos.
- Sadar Bazar - um dos mais antigos mercados da cidade de Jhansi e agora é o mais caro e bem conhecido por suas lojas de roupas de marca, padarias, e este lugar foi usado pelo acantonamento do exército e população local para negócios vendendo produtos para estadistas e outros pessoas ricas.
- Sipri Bazaar - um dos antigos mercados da cidade conhecido por seu mercado de vegetais e bens de vestuário e acessórios baratos; situado na Shivpuri Road (conhecida como Shivpuri Bazaar que mais tarde mudou para Sipri Bazaar)
- Loha Mandi-mercado conhecido por aço e bens de ferro, bem como bons materiais de construção, incluindo pedra de chão e mármore.
- Círculo de Elite - no centro da cidade de Jhansi que é um ponto de junção de cinco estradas radiais com grande número de hotéis e lojas
- Jhokan Bagh - conhecido por seus móveis e móveis mobiliados a prêmios razoáveis; no entanto, suas estradas são irregulares e não são bem mantidas.

## Forças Armadas
O acantonamento de Jhansi era o local do alojamento de civis e militares britânicos no período do domínio britânico na Índia.

## Mídia
Amar Ujala, Dainik Jagran, Patrika, e Dainik Bhaskar são alguns dos jornais com serviços de notícias online.

### Jornais
Muitos jornais nacionais e locais são publicados em Jhansi em hindi, urdu e inglês:
| Jornal                 | Língua | Notas |
| ---------------------- | ------ | ----- |
| Amar Ujala             | hindi  |       |
| Dainik Jagran          | hindi  |       |
| Daily Aziz E Hindustan | urdu   |       |
| Dainik Royal Mail      | hindi  |       |
| Dainik Vishwa Pariwar  | hindi  |       |
| Hindustan              | hindi  |       |
| Jan Jan Jagran         | hindi  |       |
| Jan Seva Mail          | hindi  |       |
| Raftaar                | hindi  |       |
| Patrika                | hindi  |       |
| Swadesh                | hindi  |       |

### Rádio
Jhansi tem quatro estações de rádio :-Rádio Mirchi 98.3 FM, 92.7 BIG FM, 103.0 AIR FM e 91.1 FM Vermelho.

### Cinema
Jhansi tem três salas de cinema, incluindo Elite Cinema, Khilona Cinema e Natraj Cinema.  

## Esporte
Os estádios esportivos em Jhansi são o Dhyanchand Stadium, o Railway Stadium e o LVM Sports Place.

## Pessoas notáveis associadas a Jhansi
- Edward Angelo (nascido em 1870), político australiano
- Alexander Archdale, ator inglês em teatro e cinema
- Chandra Shekhar Azad, combatente da liberdade indiana
- Vinod Kumar Bansal, aulas de Bansal, kota
- Michael Bates, ator inglês; Último do vinho de verão e não é meia mãe quente
- Major Dhyan Chand, oficial do exército indiano e jogador de hóquei para a seleção da Índia
- Maithilisharan Gupt, poeta moderno em hindi
- Hesketh Hesketh-Prichard, explorador, aventureiro, caçador de grandes jogos e atirador que contribuiu significativamente para a prática de sniping dentro do exército britânico na Primeira Guerra Mundial.
- Piyush Jha, diretor de cinema e roteirista e romancista de origem indiana
- Abdul Karim (o Munshi), um atendente indiano da rainha Vitória que a serviu durante os últimos 15 anos de seu reinado, adquiriu sua afeição materna durante esse período.
- Subodh Khandekar, jogador de hóquei olímpico
- Tushar Khandekar, jogador da seleção indiana de hóquei
- Ashok Kumar, ex-jogador da seleção indiana de hóquei
- Rani Lakshmibai, grande rainha consorte de Maharaja Gangadhar Rao; rainha 1853-58
- Pankaj Mishra, ensaísta e romancista indiano
- Joy Mukherjee, ator e diretor indiano
- Ram Mukherjee, diretor indiano
- Randeep Rai, televisão indiana e ator de cinema
- Sashadhar Mukherjee, produtor de filmes em hindi
- Subodh Mukherjee, diretor, produtor, escritor de cinema hindi; hits incluem Paying Guest, Munimji, Love Marriage (partes foram filmadas em Jhansi), e Junglee
- Maharaja Gangadhar Rao, Raja do Estado de Jhansi, 1838 a 1853
- Dra. Saumitra Rawat, cirurgiã, Presidente e Chefe, Gastroenterologia Cirúrgica e Transplante de Fígado, Sir Ganga Ram Hospital, Nova Delhi; 2015 Padma Shri
- Amit Singhal, vice-presidente sênior do Google
- Surendra Verma, autora e dramaturga hindu

## Jhansi na cultura popular

### Jhansi na literatura
Dois romances de John Masters são ambientados na cidade fictícia de Bhowani. Segundo o autor, escrevendo no glossário do romance anterior, Nightrunners of Bengal, Bhowani é uma "cidade imaginária". Para obter uma influência geográfica na história, deve-se imaginar onde Jhansi realmente está - 25.27 N., 78.33 E. " Nightrunners of Bengal é ambientado durante a Rebelião Indiana de 1857 em" Bhowani "(o título alude à misteriosa distribuição dos "chapatis" aos chefes de aldeia que precederam a revolta. Bhowani Junction é definido em 1946/47 na véspera da independência. Em cada romance, o personagem principal é um oficial do exército britânico chamado Coronel Rodney Savage, um de uma sucessão de homens da mesma família.
Christina Rossetti escreveu um pequeno poema sobre o destino da família Skene em Jhansi durante o Motim Indiano. É intitulado "Na Torre Redonda em Jhansi - 8 de junho de 1857". Foi publicado em 1862 no mesmo volume que seu mais célebre poema "Goblin Market". Algum tempo depois, Rossetti descobriu que ela tinha sido mal informada sobre o pacto de suicídio do marido e da esposa em face de um inimigo assassino e implacável ('Os enxames uivando abaixo' das paredes da torre) que é o assunto do poema, mas não o excluiu. de edições posteriores.
Jhansi também aparece como pano de fundo para uma porção da novela de George MacDonald Fraser Flashman in the Great Game, ambientada pouco antes e durante a Rebelião Indiana de 1857.

### Jhansi em filmes
Filmes que são filmados ou associados a Jhansi incluem: Jhansi Ki Rani (filme de 1953), Love Marriage (filme de 1959), Raavan (filme de 2010), Badrinath Ki Dulhania (filme de 2017) e Manikarnika: A Rainha de Jhansi (filme de 2019). [carece de fontes?]